# Charles Janet
Charles Janet (tiếng Pháp: [ʒanɛ], 15 tháng 6 năm 1849 – 7 tháng 2 năm 1932) là kỹ sư, giám đốc công ty, nhà phát minh và nhà sinh học người Pháp. Ông được biết đến với công trình bảng tuần hoàn "bước trái" (left-step) sáng tạo của mình và cũng là người đã độc lập đề xuất quy tắc viết cấu hình electron với Klechkovsky.

## Tiểu sử

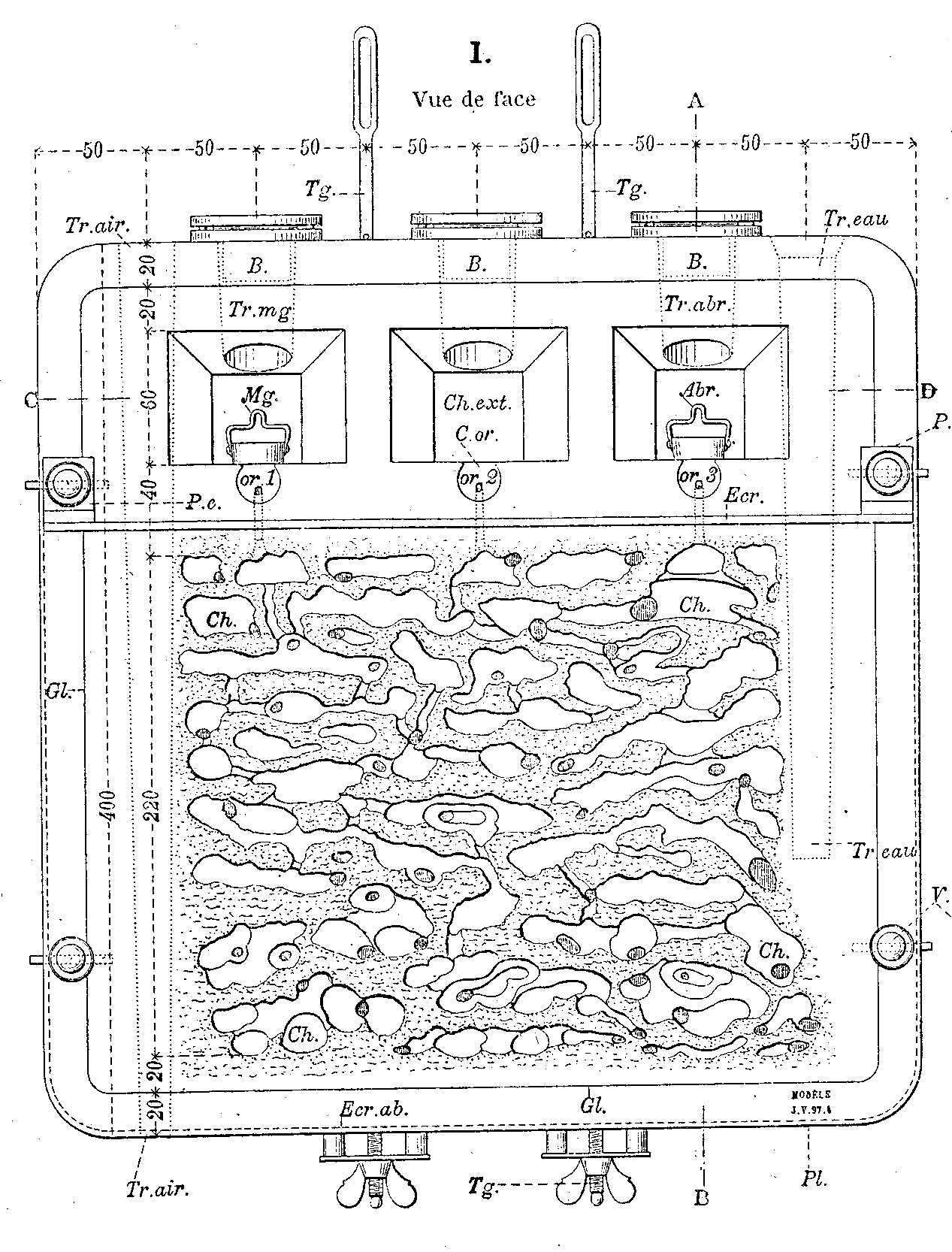
Sơ đồ bể nuôi kiến của Janet

Janet tốt nghiệp đại học kỹ thuật École des Mines và làm việc vài năm trong ngành đạn dược. Sau đó, ông kết hôn với con gái của chủ một công ty sản xuất và làm việc cho đến hết đời, đồng thời nghiên cứu trong các ngành khoa học khác nhau. Bộ sưu tập 40.000 hóa thạch và các mẫu vật khác của ông không may bị phân tán sau khi ông qua đời. Các nghiên cứu của ông về hình thái của đầu kiến, ong bắp cày và ong, và các vi ảnh ông chụp có chất lượng vượt trội. Ông cũng nghiên cứu về sinh học thực vật và cuối cùng đã viết một loạt bài báo về sự tiến hóa. Ông cũng có rất nhiều phát minh và đã thiết kế nhiều thiết bị của riêng mình, bao gồm formicarium (tạm dịch: bể nuôi kiến), là một bể hẹp chiều rộng nuôi một đàn kiến để quan sát cách tổ kiến vận hành. Năm 1927, ông chú ý đến bảng tuần hoàn và có một loạt sáu bài viết bằng tiếng Pháp, được in riêng và không bao giờ được lưu hành rộng rãi. Bài báo duy nhất bằng tiếng Anh được chỉnh sửa kém và đưa ra một ý tưởng nhầm lẫn về suy nghĩ của ông